# 7-es busz (Eger)
Az egri 7-es jelzésű autóbusz a Vécsey völgy forduló és a Tesco áruház között közlekedik az autóbusz-állomás érintésével. Betétjárata 7A jelzéssel a Baktai úttól jár. A viszonylatot a Volánbusz üzemelteti.

## Története
2022. január 1-jén a város buszhálózata jelentősen átalakult, ennek keretében útvonala a Tesco áruházig hosszabbodott.

## Útvonala
| Tesco áruház felé | Vécsey völgy, forduló felé |
| --- | --- |
| Vécsey völgy, forduló vá. – Vécseyvölgy utca – Tetemvár utca – Régi Cifrakapu utca – Malom utca – Széchenyi István utca – Csiky Sándor utca – Barkóczy utca – Törvényház utca – Eszterházy tér – Hatvani kapu tér – Eszterházy tér – Törvényház utca – Vörösmarty Mihály utca – Király utca – Rajner Károly utca – Mindszenty Gedeon utca – Garai János utca – Radnóti Miklós utca – Kisfaludy Sándor út – Váci Mihály utca – Ankli József utca – Mikes Kelemen utca – Laktanya utca – Csokonai Mihály utca – Baktai út – Sertekapu utca – Vörösmarty Mihály utca – – II. Rákóczi Ferenc utca – Cifrakapu utca – Tesco áruház vá. | Tesco áruház vá. – Cifrakapu utca – II. Rákóczi Ferenc utca – – Vörösmarty Mihály utca – Sertekapu utca – Baktai út – Csokonai Mihály utca – Laktanya utca – Mikes Kelemen utca – Kisfaludy Sándor út – Mindszenty Gedeon utca – Rajner Károly utca – Király utca – Vörösmarty Mihály utca – Törvényház utca – Eszterházy tér – Hatvani kapu tér – Eszterházy tér – Törvényház utca – Barkóczy utca – Csiky Sándor utca – Széchenyi István utca – Malom utca – Régi Cifrakapu utca – Tetemvár utca – Vécseyvölgy utca – Vécsey völgy, forduló vá. |

## Megállóhelyei
Az átszállási kapcsolatok között a Baktai útig közlekedő 7A betétjárat nincs feltüntetve.
| 7 (Vécsey völgy, forduló – Tesco áruház) |                                         |          |                                                                                                  |
| Perc (↓)                                 | Megállóhely                             | Perc (↑) | Megállóhelyet érintő járatok                                                                     |
| 0                                        | Vécsey völgy, forduló végállomás        | 39       | Helyközi buszok                                                                                  |
| 1                                        | Egri csillagok utca                     | 38       |                                                                                                  |
| 2                                        | Eger-vár, vasúti megállóhely            | 37       | Helyközi buszok Távolsági járatok Egervár megállóhely                                            |
| 3                                        | Tetemvár út                             | 36       | 3, 3A                                                                                            |
| 5                                        | Malom út                                | 34       | 5, 5A, 6, 12, 16, 112, 3405, 3406 Helyközi buszok                                                |
| 7                                        | Tűzoltó tér                             | 33       | 2, 2A, 5, 5A, 6, 11, 12, 14, 14E, 16, 112, 3405, 3406                                            |
| 9                                        | Dobó Gimnázium                          | 31       | 2, 2A, 5, 5A, 6, 11, 12, 14, 14E, 16, 112, 3405, 3406 Távolsági járatok                          |
| 11                                       | Autóbusz-állomás                        | 29       | 2, 2A, 4, 5, 5A, 6, 11, 12, 14, 14E, 16, 112, 3405, 3406, 3410 Helyközi buszok Távolsági járatok |
| 12                                       | Bazilika                                | ∫        | 2, 2A, 4, 5, 5A, 6, 11, 12, 14, 14E, 112, 3405, 3406, 3410                                       |
| 14                                       | Színház                                 | 27       | 2, 2A, 11, 12, 14, 14E, 112, 3410 Helyközi buszok Távolsági járatok                              |
| 16                                       | Bazilika (Törvényszék) (↓) Bazilika (↑) | 25       | 2, 2A, 4, 5, 5A, 6, 11, 12, 14, 14E, 112, 3405, 3406, 3410                                       |
| 18                                       | Agria Park                              | 24       | 13, 113                                                                                          |
| 19                                       | Hatvani temető                          | 20       |                                                                                                  |
| 20                                       | Bethlen Gábor út                        | ∫        |                                                                                                  |
| 21                                       | Petőfi út                               | 19       |                                                                                                  |
| 22                                       | Garay út                                | ∫        |                                                                                                  |
| 23                                       | Radnóti út                              | ∫        |                                                                                                  |
| 24                                       | Laktanya utca                           | ∫        |                                                                                                  |
| 25                                       | Váci Mihály utca                        | ∫        |                                                                                                  |
| 26                                       | Ankli József út                         | ∫        |                                                                                                  |
| ∫                                        | Kisfaludy út                            | 18       |                                                                                                  |
| ∫                                        | Vak Bottyán utca                        | 17       |                                                                                                  |
| ∫                                        | Mikes Kelemen út                        | 15       |                                                                                                  |
| 27                                       | Csokonai út                             | 14       |                                                                                                  |
| 28                                       | Tiszti házak                            | 13       |                                                                                                  |
| 29                                       | Baktai út                               | 11       | Helyközi buszok Távolsági járatok                                                                |
| 32                                       | Kisasszony temető                       | 8        | 4, 13, 113, 3410                                                                                 |
| 34                                       | Garzonház                               | 6        | 4, 11, 13, 14, 14E, 113, 3410 Helyközi buszok                                                    |
| 36                                       | Kővágó tér                              | 4        | 4, 11, 13, 14, 14E, 113, 3410 Helyközi buszok Távolsági járatok                                  |
| 37                                       | Shell kút                               | 3        | 4, 11, 12, 13, 14, 14E, 112, 113, 3410 Helyközi buszok                                           |
| 39                                       | Cifrakapu út                            | ∫        | 3, 12, 112                                                                                       |
| 40                                       | Tesco áruház végállomás                 | 0        | 3A, 5, 5A, 12, 13, 112, 113, 3406                                                                |